# 鱗翅口孵非鯽
鱗翅口孵非鯽，為輻鰭魚綱鱸形目隆頭魚亞目慈鯛科的其中一種，被IUCN列為瀕危保育類動物，分布於非洲馬拉威湖流域，體長可達36公分，棲息在植被生長的淺水域，成群活動，以藻類為食，可作為觀賞魚及食用魚。